# Janina Minge
Janina Minge (Lindau, 11 juni 1999) is een voetbalspeelster uit Duitsland. Ze speelt als middenvelder voor VfL Wolfsburg in de Bundesliga.

## Clubcarrière

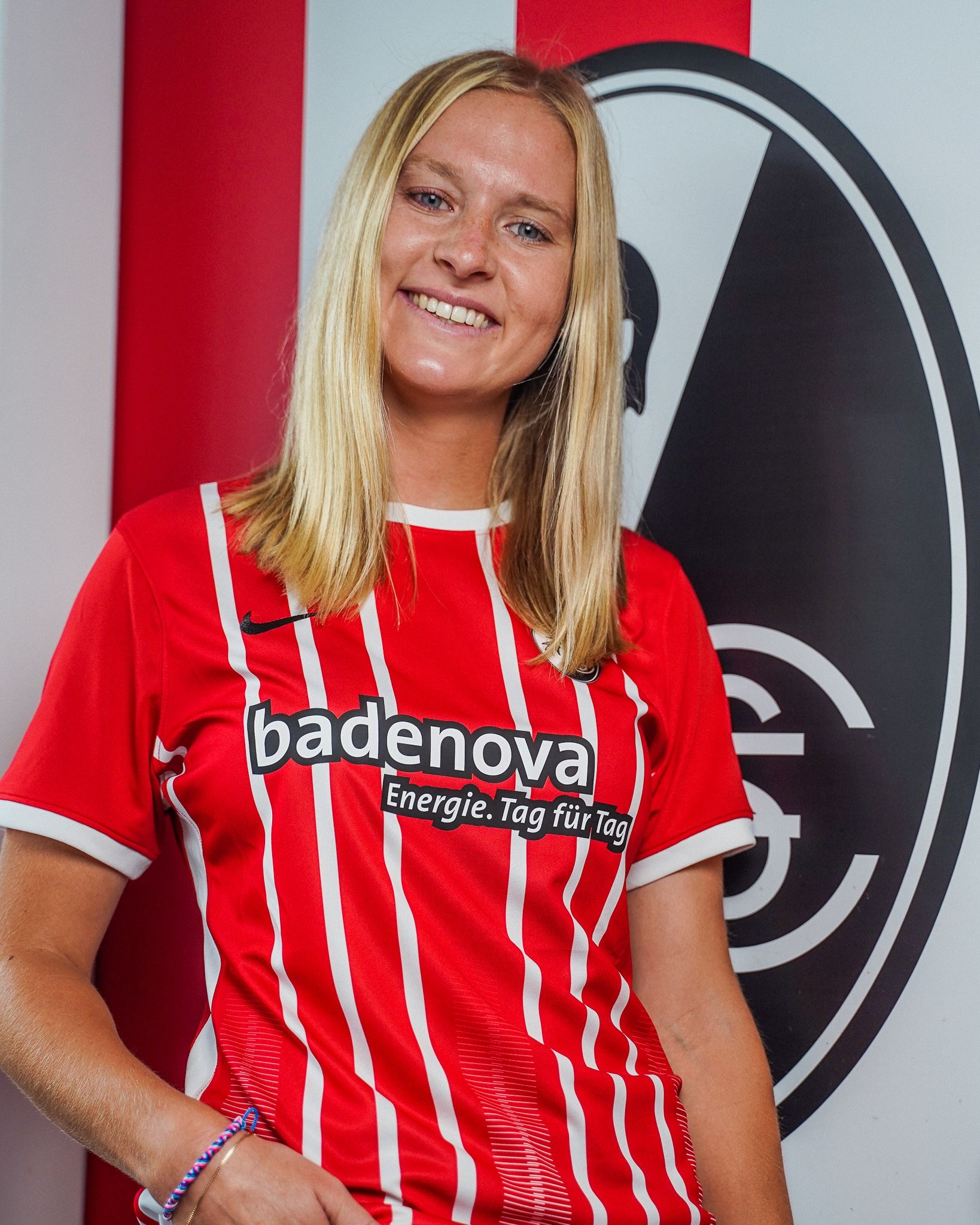
Minge bij SC Freiburg in 2022

Janina Minge begon op driejarige leeftijd met voetballen bij TSG Lindau Zech in haar geboortestad. Na zeven jaar stapte ze over naar VfB Friedrichshafen. Na hier vier jaren te hebben gespeeld, ging ze bij de jongens van het b-jeugdteam van FC Wangen 05 spelen.
Voorafgaande aan het seizoen 2015/16 stapte Minge over naar het Bundesliga team SC Freiburg op zestienjarige leeftijd. Op 13 september 2015 maakte ze haar debuut in de wedstrijdselectie van de Zuid-Duitsers. In een wedstrijd tegen Bayer 04 Leverkusen maakte Minge haar debuut door in te vallen voor Sandra Starke. Op 20 november 2016 maakte ze haar eerste doelpunten in de Bundesliga tegen USV Jena. In het seizoen 2021/22 miste Minge geen minuut en speelde ze in alle wedstrijden voor SC Freiburg. In het seizoen 2022/23 was Minge zelfs een tijdje topscorer met negen doelpunten, waaronder een doelpunt tegen MSV Duisburg die werd genomineerd door Sportschau voor mooiste doelpunt van de maand december. Tevens werd de goal verkozen tot mooiste doelpunt van SC Freiburg van het jaar 2022.
Vanaf het seizoen 2024/25 komt Minge uit voor competitiegenoot VfL Wolfsburg. In de Autostadt tekende ze een contract die haar tot medio 2027 aan de club verbonden houdt.

## Statistieken
| Seizoen | Club          | Land      | Competitie | Wedstrijden | Doelpunten |
| ------- | ------------- | --------- | ---------- | ----------- | ---------- |
| 2015/16 | SC Freiburg   | Duitsland | Bundesliga | 4           | 0          |
| 2016/17 | SC Freiburg   | Duitsland | Bundesliga | 12          | 1          |
| 2017/18 | SC Freiburg   | Duitsland | Bundesliga | 17          | 1          |
| 2018/19 | SC Freiburg   | Duitsland | Bundesliga | 21          | 10         |
| 2019/20 | SC Freiburg   | Duitsland | Bundesliga | 22          | 4          |
| 2020/21 | SC Freiburg   | Duitsland | Bundesliga | 22          | 2          |
| 2021/22 | SC Freiburg   | Duitsland | Bundesliga | 22          | 2          |
| 2022/23 | SC Freiburg   | Duitsland | Bundesliga | 22          | 9          |
| 2023/24 | SC Freiburg   | Duitsland | Bundesliga | 22          | 3          |
| 2024/25 | VfL Wolfsburg | Duitsland | Bundesliga | 14          | 13         |
| Totaal  | Totaal        | Totaal    | Totaal     | 178         | 25         |

Laatste update: 22 februari 2025

## Interlandcarrière
Janina Minge werd op 1 november 2022 voor het eerst door toenmalig bondscoach Martina Voss-Tecklenburg geselecteerd voor het Duitse seniorenteam voor een internationale reis naar de Verenigde Staten. Op 22 februari 2023 maakte Minge haar debuut door in te vallen in de 82ste minuut in een wedstrijd tegen Zweden. Minge maakte haar eerste interlanddoelpunt op 24 juni 2023 in een wedstrijd tegen Vietnam. Voor de selectie van het WK 2023 werd Minge op de reservelijst gezet.
In 2024 was Minge een van de afvallers van de laatste selectie van bondscoach Horst Hrubesch voor op de Olympische Spelen. Door een blessure bij Lena Oberdorf mocht Minge toch met haar land afreizen naar Parijs, Frankrijk.